# 日産ディーゼル・ビッグサム
ビッグサム （BigThumb ）は、日産ディーゼル工業（現・UDトラックス）がかつて生産していた大型トラックである。なお、同車は韓国のルノーサムスンでも同じ名称で生産されていた。

## 概要
1990年にレゾナの後継として発売された。マイナーチェンジを繰り返して長期生産され、2004年に後継車のクオンが登場するも、2005年まで生産された。
車名は直訳すれば「大きな親指」だが、転じて「偉大な父」「頼れる父」という意味を持っている。
後年発売される3代目コンドルとクーザーのキャブ基本骨格と、クオン・4代目コンドル・クエスター・クローナーのキャブ後面パネルはビッグサムの流用である。

## 歴史

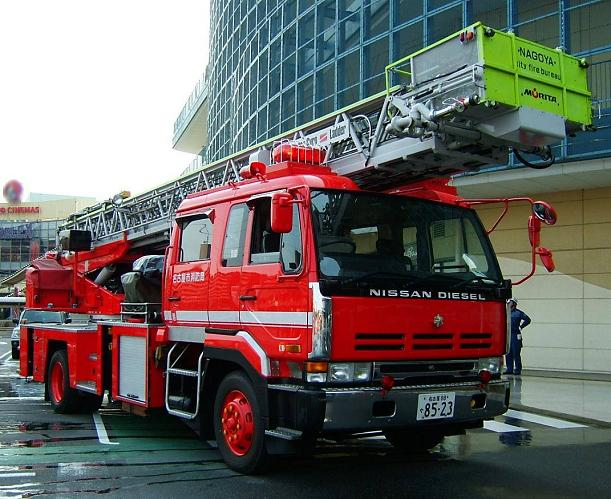
梯子消防車　U-CK系（前期型）1992～95年式

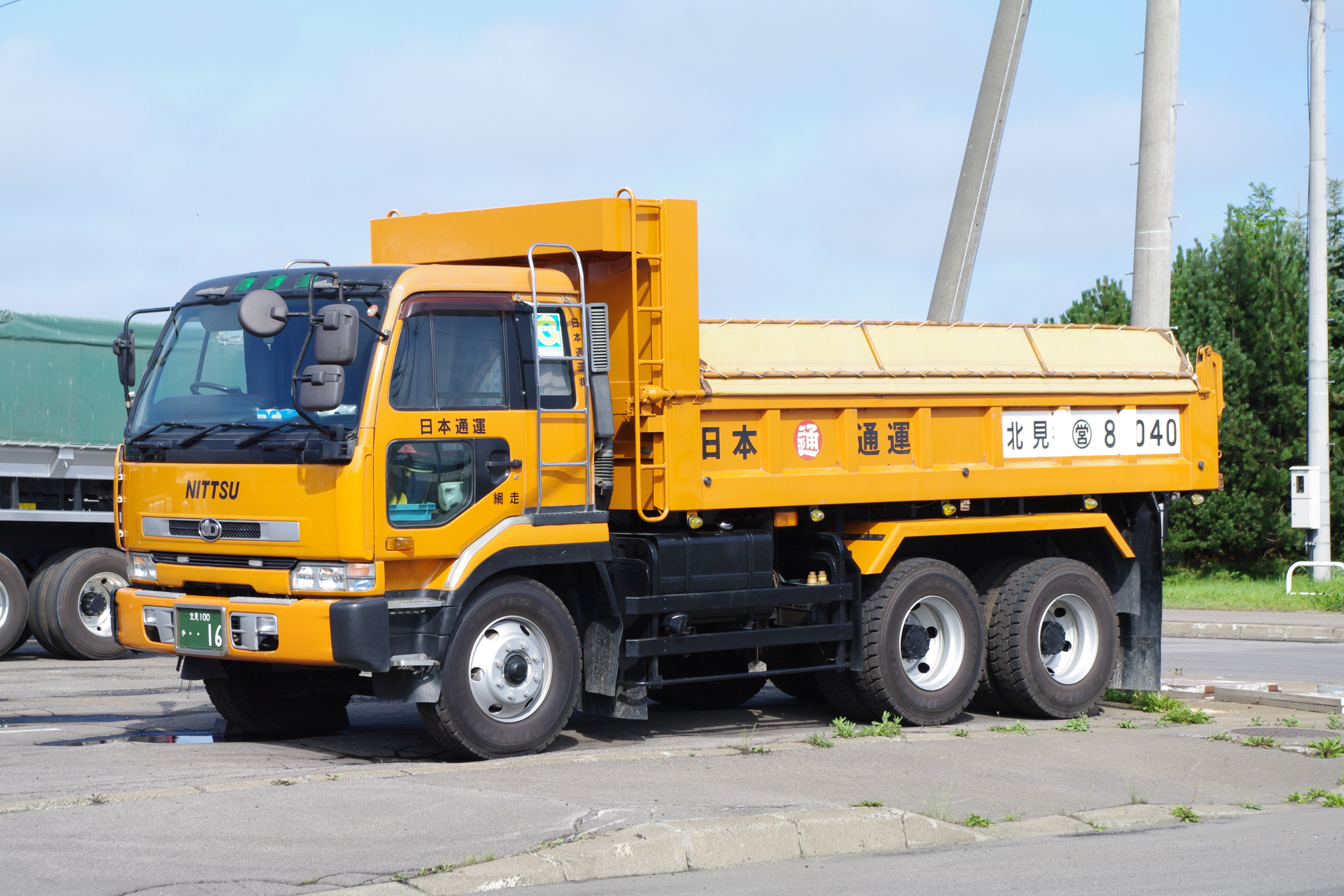
ダンプ KC-CW系（中期型）1997～2000年式

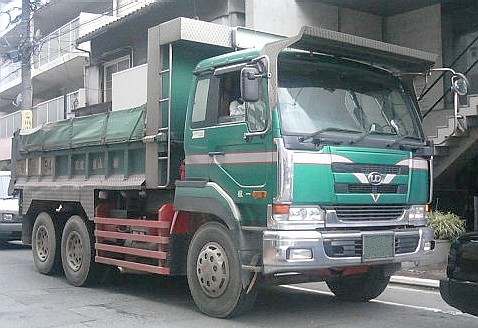
ダンプ KL-CW系（後期型）2000～03年式

- 1989年12月 発表（発売は1990年1月から）。U-C＃、W-C#系。90～92年式はフロントグリルにシャーシ記号と馬力が表示されているのが特徴。（例：CK340など）キャッチコピーは「固いのに柔らかい。柔らかいのに固い」。90年代中盤から2010年頃までよく見られた、セミトラクタのエアタンクを横置き3連にした配置はビッグサムが最初であった。4軸低床車はレゾナのLG型から、CG型へと変わった。この時はまだ、第1軸が大きいタイヤで第2軸〜第4軸が4t車流用の小径タイヤというスタイルであった。
- 1991年 2月 電子制御自動変速機「E-MATIC」搭載車を設定。
- 1991年10月 第29回東京モーターショーにビッグサムアーバンダンプを参考出品。
- 1992年12月 マイナーチェンジ。内装およびラジエータグリルの造形を変更。RG8、RF8TA型エンジンを追加。ABSとASRをオプション設定。
- 1994年12月 車両総重量22t・25t車を発売（翌年に実施したマイナーチェンジモデルにおいて）
- 1995年2月 マイナーチェンジで中期型へ移行。ここからKC-C＃系。ヘッドライト形状とフロントリッド、フロントグリルを変更、楕円UDマークが装着される。フロントウインカーはクリアレンズで、電球にオレンジ色のレンズが付くスタイルに。また、初期型まではフロントウインドシールドの中央部分に「NISSAN DIESEL」の白字のロゴが大きく表示されていたが、マイナーチェンジで右寄りの端に小さく表示されるようになった。平成6年排出ガス規制適合、「E-MATIC」を進化させたフルAT「ESCOT-AT」、およびセミAT「ESCOT-II」が設定された。IIは変速時のクラッチ操作を不要とした（クラッチフリー）タイプである。V型タイプが310馬力のRF8、350馬力のRG8、新たに400馬力のRH8、V10タイプのRH10に変更。キャッチコピーは「ダイエット・ビッグ」。
- 1996年 低床4軸車 (CG) に車両総重量22t・25t車を追加。
- 1997年12月 マイナーチェンジ。シャシー構造を軽量化し、ディスチャージヘッドランプと運転席エアバッグを標準装備、低床4軸車（CG）は車両総重量25t車のタイヤサイズを総軸同径化。第1軸の位置は変更なしで、従来の位置のまま総輪同径化された。これにより1台あたりのスペアタイヤを2個から1個に減らしている。ESCOTを自動変速可能とした（発進時のクラッチ操作は必要）機械式AT「ESCOT-III」に変更。低床3軸車の構造を大幅に変更。ヘッドライトのディスチャージ化によってフォグランプがバンパーの穴へ移動した。
- 1998年11月 新開発ユニットインジェクタ装備のGE13型直6ターボインタークーラーエンジン搭載車発売。
- 2000年2月 マイナーチェンジで後期型へ移行。KL-C＃系。フロントリッド、フロントバンパー変更。フロントウインカーがオレンジの有色レンズに戻る（前期型と形状は異なる）。「NISSAN DIESEL」のロゴがフロントのウインドシールドからフロントリッドのグリル内右側に移動。平成11年排出ガス規制適合。エンジンは、V8がRG8(320ps)、RH8(360、400、430)に変更、直6はPF6型、NF6型を廃止、MD92型を追加し、GE13型とMD92型の2機種にした。また、低床4軸車（CG）のフロントアクスル（第1軸）の位置を前進し、他の前輪1軸車と同じ位置になった。この時点で、フロントアクスルが後退した位置に存在しているのは6×2FのCV系のみとなる。キャッチコピーは「その先へ・・・・BigThumb」、「メイド・イン・2000ビッグサム」。
- 2002年6月 CNG車追加。
- 2003年4月 マイナーチェンジ。速度表示灯廃止とCI変更（UDマークデザイン変更）、平成13年騒音規制適合、ESCOTを発進時クラッチ操作不要化とした「ESCOT-AT IV 」に変更。日野自動車に除雪車のOEM供給開始。キャブ左後方にあるシュノーケルが後にデビューするクオンと共通になった。クオンのキャブバックパネルはビッグサム用を流用しているため、シュノーケルの外形はビッグサムと同じである。フェンダーの銀色のカバーが廃止される。キャッチコピーは「evolution  さらなる進化 - ビッグサム。」。
- 2004年11月 後継車のクオン登場。発売後約3ヶ月間はクオンとの併売であった。
- 2005年 日本向けの製造終了。オーストラリア、台湾、中国向けには以降も製造が続けられる。
- 2014年3月 海外向けの製造も終了。2014年までに現地組み立て分を含め、約7万台が海外に輸出された[1]。最後のビッグサムはボリビア向けであった[2]。

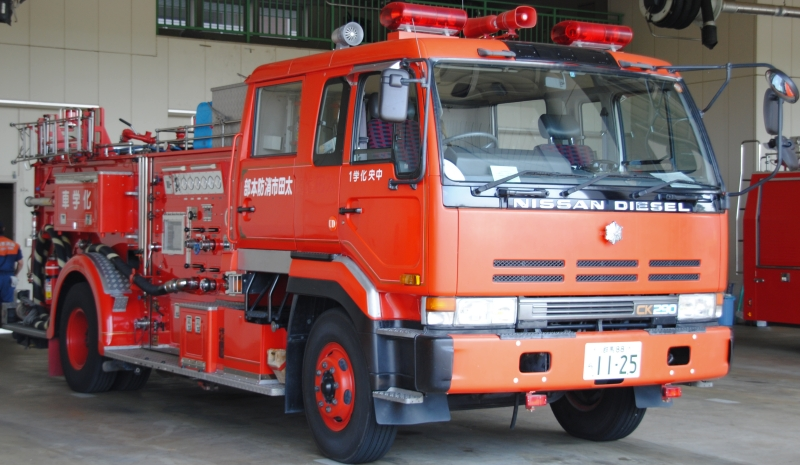
化学消防車 U-CK系（前期型）1990～92年式
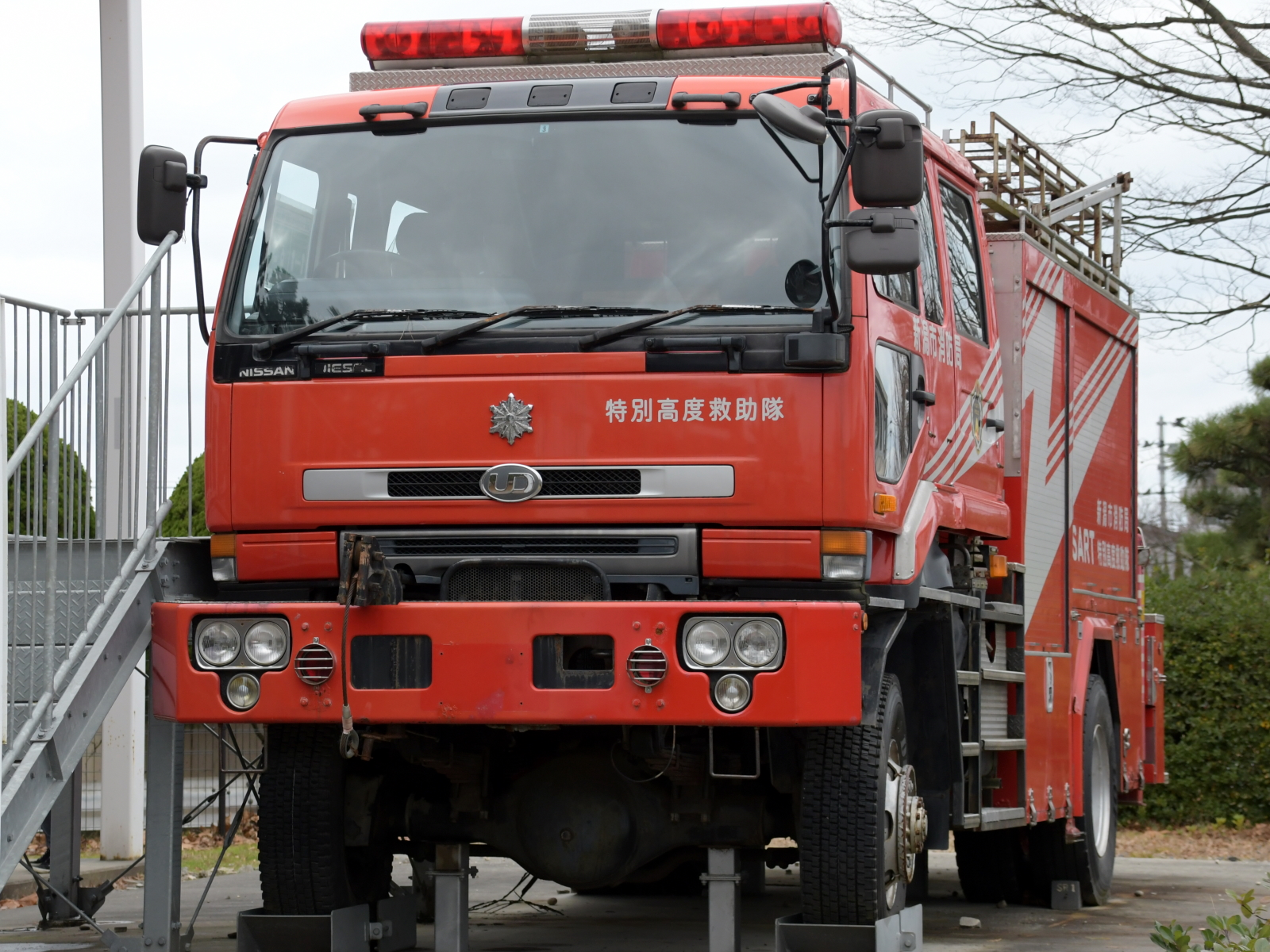
救助工作車 KC-CF系（中期型）1995～97年式
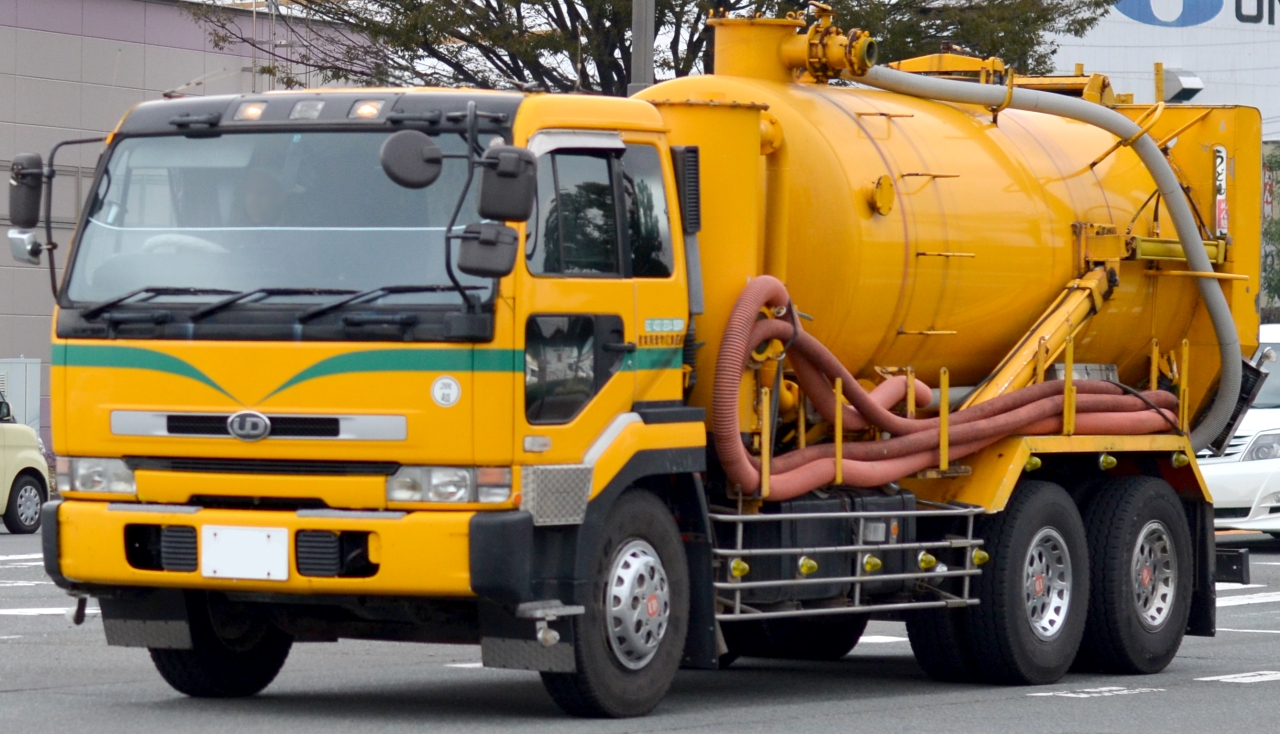
バキュームカー KC-CW系（中期型）1995～97年式
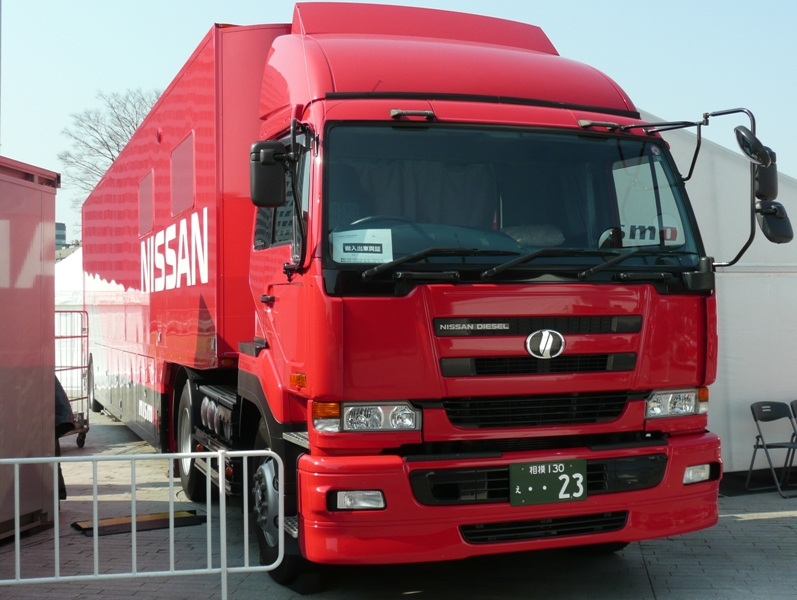
トランスポート・トラクタ　KL-CK系（最終後期型）2003～05年式

## トランスミッション
- ESCOT-III
- ESCOT-AT IV
- ESCOT-II

## ラインアップ
- CK (4x2)
- CD (6X2R)
- CV（6X2F）
- CW (6X4)ダンプ車では、通常よりも第1軸が前進された仕様が多く存在する。
- CW-Z（低床6X4）前1軸で唯一フロントアクスルが後退しているタイプ。前期タイプのCGから第2軸を省いた構造になっている。
- CW-X（改良型低床6X4）マイナーチェンジでフロントアクスルが前進され、他の前1軸車と同じ位置になっている。
- CG（低床8X4）3種類のバリエーションがあり、第1軸のタイヤが大きい異径タイプ、総輪同径かつFアクスルが後退しているタイプ、総輪同径かつFアクスルが他車同様に前進されたタイプが存在する。いずれもマイナーチェンジによって生まれた違いである。
- CF（4X4総輪駆動）
- CZ（6X6総輪駆動）
- CB（8×8総輪駆動）
- CK-T（4X2セミトラクタ）
- CW-T（6X4セミトラクタ）
- CV-P（6X2Fフルトラクタ）
- CW-P（6X4ポールトラクタ）
- WD （6X4構内専用車）

## 搭載エンジン
これらはあらかじめそれぞれのエンジンに特定の番号が付けられており、そのエンジンを搭載する車には区分の数字が型式に入る。
たとえば、KC‐CK551BHTの場合、「55」はRH8搭載車となる。これにより、型式から搭載エンジンを特定することができる。
以下はそれを表にまとめたもの。
| 区分 | エンジン型式 | 形態・吸気・動弁方式・数 | ﾎﾞｱ×ｽﾄﾛｰｸ:排気量(cc) | 出力帯(PS)    | 搭載期間  |
| ---- | ------------ | ------------------------ | -------------------- | ------------- | --------- |
| 32   | NF6          | L6 ・ICT ・OHV・2V       | 120×135:9,160        | 300・320      | 1990-2000 |
| 45   | PF6          | L6・NA・OHV・2V          | 133×150:12,503       | 235           | 1990-1995 |
| 45   | PF6          | L6 ・ICT ・OHV・2V       | 133×150:12,503       | 330・360・390 | 1990-2000 |
| 46   | PG6          | L6・NA・OHV・2V          | 133×160:13,337       | 235           | 1995-2000 |
| 48   | GE13         | L6 ・ICT ・OHC・4V       | 136×150:13,074       | 370・400・440 | 1997-2005 |
| 51   | RE8          | V8 ・ NA ・OHV・2V       | 135×132:15,115       | 295           | 1990-1995 |
| 52   | RF8          | V8 ・ NA ・OHV・2V       | 138×142:16,991       | 310・340      | 1990-2000 |
| 53   | RG8          | V8 ・ NA ・OHV・2V       | 142×142:17,990       | 320・350・370 | 1992-2005 |
| 54   | RF8ICTT      | V8 ・ICTT ・OHV・2V      | 138×142:16,991       | 480           | 1992-2000 |
| 54   | RF8ICTT      | V8 ・ICTT ・OHV・4V      | 138×142:16,991       | 480・560      | 2000-2005 |
| 55   | RH8          | V8 ・ NA ・OHV・4V       | 150×150:21,205       | 360・400・430 | 1995-2005 |
| 61   | RE10         | V10・NA ・OHV・2V        | 135×132:18,894       | 370           | 1990-1995 |
| 62   | RF10         | V10・NA ・OHV・2V        | 138×142:21,239       | 395・420      | 1990-1995 |
| 63   | RH10         | V10・NA ・OHV・4V        | 150×150:26,507       | 450・500・520 | 1995-2005 |
| 27   | MD92         | L6 ・ICT・OHC・4V        | 125×125:9,203        | 300・330      | 2000-2005 |
|      |              |                          |                      |               |           |